# Élections législatives de 1988 en Vaucluse
Les élections législatives françaises de 1988 se déroulent les 5 et 12 juin 1988.  Dans le département de Vaucluse, quatre députés sont à élire dans le cadre de quatre circonscriptions.

## Élus
| Circonscription | Député sortant        | Parti                 | Parti                 | Député élu ou réélu | Parti | Parti |
| --------------- | --------------------- | --------------------- | --------------------- | ------------------- | ----- | ----- |
| 1re             | Scrutin proportionnel | Scrutin proportionnel | Scrutin proportionnel | Guy Ravier          |       | PS    |
| 2e              | Scrutin proportionnel | Scrutin proportionnel | Scrutin proportionnel | André Borel         |       | PS    |
| 3e              | Scrutin proportionnel | Scrutin proportionnel | Scrutin proportionnel | Jean-Michel Ferrand |       | RPR   |
| 4e              | Scrutin proportionnel | Scrutin proportionnel | Scrutin proportionnel | Jean Gatel          |       | PS    |

## Positionnement des partis
L'UDF et le RPR se présentent unis sous l'étiquette « Union du Rassemblement et du Centre » tandis que les candidats du Parti socialiste se rangent sous la bannière de la « Majorité présidentielle pour la France unie », slogan de la campagne présidentielle de François Mitterrand.

## Résultats

### Résultats à l'échelle du département
| Parti          | Parti                               | Premier tour | Premier tour | Second tour | Second tour | Sièges |
| Parti          | Parti                               | Voix         | %            | Voix        | %           | Sièges |
| -------------- | ----------------------------------- | ------------ | ------------ | ----------- | ----------- | ------ |
|                | Parti socialiste                    | 73 226       | 35,63        | 111 470     | 50,74       | 3      |
|                | La France unie                      | 73 226       | 35,63        | 111 470     | 50,74       | 3      |
|                |                                     |              |              |             |             |        |
|                | Rassemblement pour la République    | 47 369       | 23,05        | 77 135      | 35,11       | 1      |
|                | Union pour la démocratie française  | 21 357       | 10,39        | 31 065      | 14,14       | 0      |
|                | Union du Rassemblement et du Centre | 68 726       | 33,44        | 108 200     | 49,26       | 1      |
|                |                                     |              |              |             |             |        |
|                | Front national                      | 37 270       | 18,14        |             |             | 0      |
|                | Parti communiste français           | 23 474       | 11,42        | 0           |             |        |
|                | Divers écologiste                   | 2 210        | 1,08         | 0           |             |        |
|                | Extrême droite                      | 599          | 0,29         | 0           |             |        |
|                |                                     |              |              |             |             |        |
| Inscrits       | Inscrits                            | 304 239      | 100,00       | 304 157     | 100,00      | 4      |
| Abstentions    | Abstentions                         | 94 630       | 31,1         | 77 484      | 25,48       |        |
| Votants        | Votants                             | 209 609      | 68,9         | 226 673     | 74,52       |        |
| Blancs et nuls | Blancs et nuls                      | 4 104        | 1,96         | 7 003       | 3,09        |        |
| Exprimés       | Exprimés                            | 205 505      | 98,04        | 219 670     | 96,91       |        |

### Résultats par circonscription

#### Première circonscription (Avignon)
| Candidat       | Candidat                 | Parti          | Premier tour | Premier tour | Second tour | Second tour |  |
| Candidat       | Candidat                 | Parti          | Voix         | %            | Voix        | %           |  |
| -------------- | ------------------------ | -------------- | ------------ | ------------ | ----------- | ----------- |  |
|                | Guy Ravier élu           | PS             | 17 301       | 37,61        | 25 531      | 53,04       |  |
|                | Jean-Pierre Roux sortant | RPR (URC)      | 14 979       | 32,57        | 22 600      | 46,96       |  |
|                | Michèle Daire            | FN             | 8 235        | 17,9         |             |             |  |
|                | Marcelle Landau          | PCF            | 3 272        | 7,11         |             |             |  |
|                | René Pélisson            | Les Verts      | 2 210        | 4,8          |             |             |  |
|                | Jean-Marc Bluy           | Divers         | 0            | 0            |             |             |  |
|                |                          |                |              |              |             |             |  |
| Inscrits       | Inscrits                 | Inscrits       | 67 854       | 100,00       | 67 854      | 100,00      |  |
| Abstentions    | Abstentions              | Abstentions    | 21 152       | 31,17        | 18 036      | 26,58       |  |
| Votants        | Votants                  | Votants        | 46 702       | 68,83        | 49 818      | 73,42       |  |
| Blancs et nuls | Blancs et nuls           | Blancs et nuls | 705          | 1,51         | 1 687       | 3,39        |  |
| Exprimés       | Exprimés                 | Exprimés       | 45 997       | 98,49        | 48 131      | 96,61       |  |

#### Deuxième circonscription (Apt - Cavaillon)
| Candidat       | Candidat                  | Parti          | Premier tour | Premier tour | Second tour | Second tour |  |
| Candidat       | Candidat                  | Parti          | Voix         | %            | Voix        | %           |  |
| -------------- | ------------------------- | -------------- | ------------ | ------------ | ----------- | ----------- |  |
|                | André Borel sortant réélu | PS             | 24 084       | 39,38        | 34 958      | 52,95       |  |
|                | Pierre Fructus            | UDF (URC)      | 19 055       | 31,16        | 31 065      | 47,05       |  |
|                | Gabriel Chuvin            | FN             | 11 049       | 18,07        |             |             |  |
|                | Gilbert Plat              | PCF            | 6 968        | 11,39        |             |             |  |
|                |                           |                |              |              |             |             |  |
| Inscrits       | Inscrits                  | Inscrits       | 91 326       | 100,00       | 91 292      | 100,00      |  |
| Abstentions    | Abstentions               | Abstentions    | 28 895       | 31,64        | 23 296      | 25,52       |  |
| Votants        | Votants                   | Votants        | 62 431       | 68,36        | 67 996      | 74,48       |  |
| Blancs et nuls | Blancs et nuls            | Blancs et nuls | 1 275        | 2,04         | 1 973       | 2,9         |  |
| Exprimés       | Exprimés                  | Exprimés       | 61 156       | 97,96        | 66 023      | 97,1        |  |

#### Troisième circonscription (Carpentras)
| Candidat       | Candidat                          | Parti          | Premier tour | Premier tour | Second tour | Second tour |  |
| Candidat       | Candidat                          | Parti          | Voix         | %            | Voix        | %           |  |
| -------------- | --------------------------------- | -------------- | ------------ | ------------ | ----------- | ----------- |  |
|                | Jean-Michel Ferrand sortant réélu | RPR (URC)      | 19 040       | 37,63        | 29 096      | 53,83       |  |
|                | Jean-François Brun                | PS             | 15 277       | 30,19        | 24 955      | 46,17       |  |
|                | Guy Macary                        | FN             | 9 219        | 18,22        |             |             |  |
|                | Charles Valenti                   | PCF            | 7 067        | 13,97        |             |             |  |
|                |                                   |                |              |              |             |             |  |
| Inscrits       | Inscrits                          | Inscrits       | 75 541       | 100,00       | 75 525      | 100,00      |  |
| Abstentions    | Abstentions                       | Abstentions    | 23 858       | 31,58        | 19 716      | 26,11       |  |
| Votants        | Votants                           | Votants        | 51 683       | 68,42        | 55 809      | 73,89       |  |
| Blancs et nuls | Blancs et nuls                    | Blancs et nuls | 1 080        | 2,09         | 1 758       | 3,15        |  |
| Exprimés       | Exprimés                          | Exprimés       | 50 603       | 97,91        | 54 051      | 96,85       |  |

#### Quatrième circonscription (Orange)
| Candidat       | Candidat          | Parti          | Premier tour | Premier tour | Second tour | Second tour |  |
| Candidat       | Candidat          | Parti          | Voix         | %            | Voix        | %           |  |
| -------------- | ----------------- | -------------- | ------------ | ------------ | ----------- | ----------- |  |
|                | Jean Gatel élu    | PS             | 16 564       | 34,69        | 26 026      | 50,57       |  |
|                | Thierry Mariani   | RPR (URC)      | 13 350       | 27,96        | 25 439      | 49,43       |  |
|                | Jacques Bompard   | FN             | 8 767        | 18,36        | Retrait     | Retrait     |  |
|                | Georges Sabatier  | PCF            | 6 167        | 12,92        |             |             |  |
|                | Olga Hermitte     | UDF (PR)       | 2 302        | 4,82         |             |             |  |
|                | Hugues d'Alauzier | Extrême droite | 599          | 1,25         |             |             |  |
|                | Gérard Auger      | PRG            | 0            | 0            |             |             |  |
|                |                   |                |              |              |             |             |  |
| Inscrits       | Inscrits          | Inscrits       | 69 518       | 100,00       | 69 486      | 100,00      |  |
| Abstentions    | Abstentions       | Abstentions    | 20 725       | 29,81        | 16 436      | 23,65       |  |
| Votants        | Votants           | Votants        | 48 793       | 70,19        | 53 050      | 76,35       |  |
| Blancs et nuls | Blancs et nuls    | Blancs et nuls | 1 044        | 2,14         | 1 585       | 2,99        |  |
| Exprimés       | Exprimés          | Exprimés       | 47 749       | 97,86        | 51 465      | 97,01       |  |